# Ellis Stouffer
Ellis Bagley Stouffer (7 novembre 1884, Melbourne, Iowa - 24 novembre 1965, Lawrence, Kansas) est un mathématicien américain spécialisé dans la géométrie différentielle projective.

## Biographie
Stouffer obtient un baccalauréat et une maîtrise de l'Université Drake à Des Moines, Iowa. En 1911, il obtient un doctorat en mathématiques de l'Université de l'Illinois à Urbana-Champaign sous la direction d'Ernest Julius Wilczynski avec la thèse Invariants of Linear Differential Equations, with Applications to Ruled Surfaces in Five-Dimensional Space.
Stouffer entre à l'Université du Kansas en 1914 comme professeur adjoint, et en 1917 professeur agrégé et en 1921 professeur titulaire. En 1922, il devient également doyen de la Graduate School. En 1946-1951, il est doyen de l'Université pendant son programme d'expansion académique après la Seconde Guerre mondiale. Il prend sa retraite en tant que doyen en 1951 mais continue à enseigner jusqu'en 1955.
Il reçoit une bourse Guggenheim pour l'année universitaire 1926-1927. En 1928, il est conférencier invité au Congrès international des mathématiciens de Bologne.
Il est marié a une fille. Il est le directeur de thèse de Wealthy Babcock. À l'Université du Kansas, la chaire de mathématiques EB Stouffer est créée en son honneur.

## Publications
- Stouffer, « Semivariants of a General System of Linear Homogeneous Differential Equations », Proc Natl Acad Sci U S A, vol. 6, no 11,‎ novembre 1920, p. 645–648 (PMID 16576551, PMCID 1084668, DOI 10.1073/pnas.6.11.645, Bibcode 1920PNAS....6..645S)
- Stouffer, « Semi-covariants of a General System of Linear Homogeneous Differential Equations », Proc Natl Acad Sci U S A, vol. 7, no 9,‎ septembre 1921, p. 273–276 (PMID 16576605, PMCID 1084893, DOI 10.1073/pnas.7.9.273, Bibcode 1921PNAS....7..273S)
- Stouffer, « On the independence of principal minors of determinants », Trans. Amer. Math. Soc., vol. 26, no 3,‎ 1924, p. 356–368 (DOI 10.1090/s0002-9947-1924-1501282-2, MR 1501282)
- Stouffer, « A Simple Derivation of Kronecker's Relation among the Minors of a Symmetric Determinant », Proc Natl Acad Sci U S A, vol. 12, no 1,‎ janvier 1926, p. 63–64 (PMID 16576961, PMCID 1084400, DOI 10.1073/pnas.12.1.63, Bibcode 1926PNAS...12...63S)
- Stouffer, « Singular ruled surfaces in space of five dimensions », Trans. Amer. Math. Soc., vol. 29,‎ 1927, p. 80–95 (DOI 10.1090/s0002-9947-1927-1501377-6, MR 1501377)
- Stouffer, « Some canonical forms and associated canonical expressions in projective differential geometry », Bull. Amer. Math. Soc., vol. 34, no 3,‎ 1928, p. 290–302 (DOI 10.1090/s0002-9904-1928-04556-1, MR 1561552)
- Avec Ernest P. Lane: Stouffer et Lane, « Recent developments in projective differential geometry », Bull. Amer. Math. Soc., vol. 34, no 4,‎ 1928, p. 453–472 (DOI 10.1090/s0002-9904-1928-04563-9, MR 1561588)
- Stouffer, « On the contact of two space curves », Bull. Amer. Math. Soc., vol. 38, no 6,‎ 1932, p. 415–419 (DOI 10.1090/s0002-9904-1932-05411-8, MR 1562410)
- Stouffer, « A Geometrical Determination of the Canonical Quadric of Wilczynski », Proc Natl Acad Sci U S A, vol. 18, no 3,‎ mars 1932, p. 252–255 (PMID 16587672, PMCID 1076202, DOI 10.1073/pnas.18.3.252, Bibcode 1932PNAS...18..252S)